# Agencja Stolicy Apostolskiej do Spraw Oceny i Promocji Jakości Kształcenia na Uniwersytetach i Wydziałach Kościelnych
Agencja Stolicy Apostolskiej do Spraw Oceny i Promocji Jakości Kształcenia na Uniwersytetach i Wydziałach Kościelnych (AVEPRO) (wł. Agenzia della Santa Sede per la Valutazione e la Promozione della Qualità delle Università e Facoltà Ecclesiastiche) – organ Kurii Rzymskiej odpowiedzialny za weryfikację i promocję jakości nauki prowadzonej przez uczelnie papieskie i kościelne oraz za harmonizowanie działalności dydaktycznej, badawczej i administracyjnej uczelni kościelnych, ze zgodnie ze standardami szkolnictwa Europejskiego Obszaru Szkolnictwa Wyższego. Współpracuje z Kongregacją ds. Edukacji Katolickiej.
Działalność Agencji reguluje konstytucja apostolska Sapientia christiana papieża Jana Pawła II oraz konstytucja apostolska Veritatis gaudium papieża Franciszka.

## Historia
Agencja Stolicy Apostolskiej do Spraw Oceny i Promocji Jakości Kształcenia na Uniwersytetach i Wydziałach Kościelnych została utworzona 19 września 2007 przez papieża Benedykta XVI. Powstanie Agencji było spowodowane zaadaptowaniem przez Stolicę Apostolską procesu bolońskiego. Poddanie uniwersytetów i wydziałów kościelnych pod ocenę Agencji potwierdził w konstytucji apostolskiej Veritatis gaudium papież Franciszek.

## Zarząd

### Prezydenci
- o. Franco Imoda SI (2007 - 2017)
- o. Andrzej Stefan Wodka CSsR (2017 – 2023)
- ks. Armand Puig i Tàrrech (od 2023)

### Dyrektor
- Riccardo Cinquegrani (2010 - nadal)

### Sekretarz
- Valerio Napoleoni (2007 - nadal)
- Samanta Bongini